# Павлик, Роман (футболист)
Ро́ман Па́влик (чеш. Roman Pavlík; род. 17 января 1976 года, Клатови) — чешский футболист, выступавший на позиции вратаря.

## Карьера
Во взрослом футболе Павлик дебютировал в 1995 году выступлением за команду «Дропа Стржижков», которой отдал девять лет своей спортивной карьеры. В 2004 году стал игроком «Богемианс 1905» выступавшим во Второй лиге, а ещё через два года, в 2006 году, 30-летний футболист впервые вышел на поле в матчах Гамбринус Лиги, выступая за «Кладно». В команде этого клуба провел четыре сезона, приняв участие в 84 матчах чемпионата.
В 2010 году перешёл в пльзеньскую «Викторию», за которую провёл 35 матчей. Летом 2016 года завершил карьеру.

## Достижения
«Виктория Пльзень»
- Чемпион Чехии: 2010/11